# شاینوواتس
شاینوواتس (به صربی: Šainovac) یک منطقهٔ مسکونی در صربستان است که در لسکواس واقع شده‌است. شاینوواتس ۲۱۶ نفر جمعیت دارد.